# Derby de Bruges
Le derby de Bruges est une rencontre de football opposant  le Cercle Bruges et le FC Bruges, les deux principales équipes de la ville de Bruges. Il s'agit de l'une des rivalités les plus intenses de Belgique.
Les premières confrontations en championnat de Belgique ont lieu lors de la saison 1900-1901 et se concluent toutes les deux sur un score nul. Il s'agit du premier derby entre deux équipes d'une même ville en dehors de Bruxelles. Toujours vivace de nos jours, cette rivalité est la plus ancienne encore active en Belgique
Au 1er juillet 2015, 164 derbies ont été disputés, avec des statistiques largement favorables au Club, qui compte 98 victoires.

## Historique de la rivalité
Les deux équipes brugeoises se sont déjà affrontées à 164 reprises. Il s'agit de la rencontre comptant le plus d'occurrences en Belgique, après le fameux « Classico belge » entre le Standard de Liège et Anderlecht. La majorité de ces rencontres ont eu lieu dans le cadre de la première division belge, où les deux équipes ont disputé près de 70 saisons de concert.
Le premier « derby brugeois » a lieu le 4 novembre 1900 sur le terrain du Cercle, et se termine sur le score de 0-0. Le retour au Club se solde sur un 2-2. En fin de saison, les deux équipes occupent les deux dernières places du classement.
Jusqu'à la Seconde Guerre mondiale, les deux équipes jouent la tête en championnat, avec un avantage pour le Cercle, qui remporte le titre de champion de Belgique en premier, en 1911. Le Club remporte quant à lui son premier titre en 1920. Ce dernier est le premier à connaître les affres d'une relégation au niveau inférieur, en 1928, en pleine époque dorée pour le Cercle, qui réalise un doublé championnat-Coupe en 1927, et remporte son troisième (et dernier) titre de champion en 1930.
Après la fin du second conflit mondial, les deux équipes se rencontrent plusieurs saisons au deuxième niveau national. En 1952, les destins des deux équipes s'éloignent. Le Cercle est relégué en Division 3, tandis que le Club évolue en Division 2 jusqu'à son retour définitif en première division en 1959. Depuis lors, le Cercle ne rivalise plus au niveau sportif avec son puissant voisin, qui remporte 12 titres de champion de Belgique à partir de 1973.
Mais même si les deux équipes ne visent plus les mêmes objectifs, les derbies brugeois sont chaque saison des rencontres acharnées, où le titre de « Ploeg van 't stad » (« L'équipe de la ville » en néerlandais) est en jeu.

### Liste des rencontres

#### En championnat
| Saison  | Compétition        | Date             | Domicile | Score | Extérieur | Affluence |
| ------- | ------------------ | ---------------- | -------- | ----- | --------- | --------- |
| 1900–01 | Division d'Honneur | 4 novembre 1900  | Cercle   | 0 - 0 | Club      |           |
| 1900–01 | Division d'Honneur | 27 janvier 1901  | Club     | 2 - 2 | Cercle    |           |
| 1901–02 | Division d'Honneur | 24 novembre 1901 | Cercle   | 3 - 1 | Club      |           |
| 1901–02 | Division d'Honneur | 23 mars 1902     | Club     | 0 - 1 | Cercle    |           |
| 1902–03 | Division d'Honneur | 12 octobre 1902  | Club     | 0 - 2 | Cercle    |           |
| 1902–03 | Division d'Honneur | 16 novembre 1902 | Cercle   | 3 - 2 | Club      |           |
| 1903–04 | Division d'Honneur | 18 octobre 1903  | Club     | 1 - 2 | Cercle    |           |
| 1903–04 | Division d'Honneur | 24 janvier 1904  | Cercle   | 1 - 1 | Club      |           |
| 1904–05 | Division d'Honneur | 9 octobre 1904   | Club     | 5 - 0 | Cercle    |           |
| 1904–05 | Division d'Honneur | 8 janvier 1905   | Cercle   | 2 - 5 | Club      |           |
| 1905–06 | Division d'Honneur | 19 novembre 1905 | Cercle   | 2 - 2 | Club      |           |
| 1905–06 | Division d'Honneur | 11 mars 1906     | Club     | 4 - 1 | Cercle    |           |
| 1906–07 | Division d'Honneur | 21 octobre 1906  | Club     | 5 - 0 | Cercle    |           |
| 1906–07 | Division d'Honneur | 10 février 1907  | Cercle   | 0 - 0 | Club      |           |
| 1907–08 | Division d'Honneur | 6 octobre 1907   | Club     | 4 - 0 | Cercle    |           |
| 1907–08 | Division d'Honneur | 8 décembre 1907  | Cercle   | 1 - 2 | Club      |           |
| 1908–09 | Division d'Honneur | 18 octobre 1908  | Cercle   | 2 - 4 | Club      |           |
| 1908–09 | Division d'Honneur | 17 janvier 1909  | Club     | 3 - 0 | Cercle    |           |
| 1909–10 | Division d'Honneur | 16 octobre 1909  | Club     | 4 - 2 | Cercle    |           |
| 1909–10 | Division d'Honneur | 9 janvier 1910   | Cercle   | 4 - 0 | Club      |           |
| 1910–11 | Division d'Honneur | 16 octobre 1910  | Cercle   | 0 - 3 | Club      |           |
| 1910–11 | Division d'Honneur | 26 mars 1911     | Club     | 1 - 1 | Cercle    |           |
| 1911–12 | Division d'Honneur | 8 octobre 1911   | Club     | 0 - 0 | Cercle    |           |
| 1911–12 | Division d'Honneur | 7 janvier 1912   | Cercle   | 2 - 5 | Club      |           |
| 1912–13 | Division d'Honneur | 8 septembre 1912 | Club     | 2 - 1 | Cercle    |           |
| 1912–13 | Division d'Honneur | 22 décembre 1912 | Cercle   | 2 - 0 | Club      |           |
| 1913–14 | Division d'Honneur | 9 novembre 1913  | Club     | 1 - 0 | Cercle    |           |
| 1913–14 | Division d'Honneur | 8 février 1914   | Cercle   | 1 - 2 | Club      |           |

| Saison  | Compétition        | Date              | Domicile | Score | Extérieur | Affluence |
| ------- | ------------------ | ----------------- | -------- | ----- | --------- | --------- |
| 1919–20 | Division d'Honneur | 2 novembre 1919   | Club     | 2 - 0 | Cercle    |           |
| 1919–20 | Division d'Honneur | 18 janvier 1920   | Cercle   | 2 - 2 | Club      |           |
| 1920–21 | Division d'Honneur | 24 octobre 1920   | Club     | 2 - 0 | Cercle    |           |
| 1920–21 | Division d'Honneur | 16 janvier 1921   | Cercle   | 0 - 2 | Club      |           |
| 1921–22 | Division d'Honneur | 2 octobre 1921    | Club     | 1 - 1 | Cercle    |           |
| 1921–22 | Division d'Honneur | 23 avril 1922     | Cercle   | 2 - 3 | Club      |           |
| 1922–23 | Division d'Honneur | 19 novembre 1922  | Cercle   | 1 - 0 | Club      |           |
| 1922–23 | Division d'Honneur | 22 avril 1923     | Club     | 0 - 2 | Cercle    |           |
| 1923–24 | Division d'Honneur | 11 novembre 1923  | Cercle   | 2 - 1 | Club      |           |
| 1923–24 | Division d'Honneur | 2 mars 1924       | Club     | 2 - 0 | Cercle    |           |
| 1924–25 | Division d'Honneur | 12 octobre 1924   | Club     | 1 - 1 | Cercle    |           |
| 1924–25 | Division d'Honneur | 25 janvier 1925   | Cercle   | 2 - 0 | Club      |           |
| 1925–26 | Division d'Honneur | 22 novembre 1925  | Club     | 1 - 2 | Cercle    |           |
| 1925–26 | Division d'Honneur | 21 mars 1926      | Cercle   | 1 - 2 | Club      |           |
| 1926–27 | Division d'Honneur | ?                 | Cercle   | 3 - 1 | Club      |           |
| 1926–27 | Division d'Honneur | ?                 | Club     | 1 - 4 | Cercle    |           |
| 1927–28 | Division d'Honneur | 27 novembre 1927  | Club     | 0 - 1 | Cercle    |           |
| 1927–28 | Division d'Honneur | 25 mars 1928      | Cercle   | 1 - 1 | Club      |           |
| 1929–30 | Division d'Honneur | 8 septembre 1929  | Cercle   | 1 - 1 | Club      |           |
| 1929–30 | Division d'Honneur | 22 décembre 1929  | Club     | 1 - 2 | Cercle    |           |
| 1930–31 | Division d'Honneur | 14 décembre 1930  | Cercle   | 2 - 0 | Club      |           |
| 1930–31 | Division d'Honneur | 15 mars 1931      | Club     | 2 - 1 | Cercle    |           |
| 1931–32 | Division d'Honneur | 20 décembre 1931  | Cercle   | 1 - 1 | Club      |           |
| 1931–32 | Division d'Honneur | 10 avril 1932     | Club     | 4 - 2 | Cercle    |           |
| 1932–33 | Division d'Honneur | ?                 | Cercle   | 4 - 1 | Club      |           |
| 1932–33 | Division d'Honneur | ?                 | Club     | 3 - 1 | Cercle    |           |
| 1935–36 | Division d'Honneur | ?                 | Club     | 2 - 1 | Cercle    |           |
| 1935–36 | Division d'Honneur | ?                 | Cercle   | 0 - 0 | Club      |           |
| 1938–39 | Division d'Honneur | 18 septembre 1938 | Club     | 2 - 1 | Cercle    |           |
| 1938–39 | Division d'Honneur | 18 décembre 1938  | Cercle   | 1 - 1 | Club      |           |

| Saison  | Compétition     | Date | Domicile | Score | Extérieur | Affluence |
| ------- | --------------- | ---- | -------- | ----- | --------- | --------- |
| 1947–48 | Division 1 (D2) | ?    | Club     | 2 - 1 | Cercle    |           |
| 1947–48 | Division 1 (D2) | ?    | Cercle   | 1 - 1 | Club      |           |
| 1948–49 | Division 1 (D2) | ?    | Club     | 6 - 0 | Cercle    |           |
| 1948–49 | Division 1 (D2) | ?    | Cercle   | 0 - 0 | Club      |           |
| 1951–52 | Division 1 (D2) | ?    | Club     | 2 - 0 | Cercle    |           |
| 1951–52 | Division 1 (D2) | ?    | Cercle   | 1 - 4 | Club      |           |
| 1956–57 | Division 2      | ?    | Club     | 3 - 1 | Cercle    |           |
| 1956–57 | Division 2      | ?    | Cercle   | 1 - 0 | Club      |           |
| 1957–58 | Division 2      | ?    | Club     | 1 - 0 | Cercle    |           |
| 1957–58 | Division 2      | ?    | Cercle   | 0 - 5 | Club      |           |
| 1958–59 | Division 2      | ?    | Club     | 0 - 0 | Cercle    |           |
| 1958–59 | Division 2      | ?    | Cercle   | 0 - 2 | Club      |           |

| Saison  | Compétition | Date             | Domicile | Score | Extérieur | Affluence |
| ------- | ----------- | ---------------- | -------- | ----- | --------- | --------- |
| 1961–62 | Division 1  | ?                | Cercle   | 0 - 2 | Club      |           |
| 1961–62 | Division 1  | ?                | Club     | 1 - 1 | Cercle    |           |
| 1962–63 | Division 1  | ?                | Club     | 1 - 3 | Cercle    |           |
| 1962–63 | Division 1  | ?                | Cercle   | 0 - 2 | Club      |           |
| 1963–64 | Division 1  | ?                | Club     | 1 - 1 | Cercle    |           |
| 1963–64 | Division 1  | ?                | Cercle   | 2 - 1 | Club      |           |
| 1964–65 | Division 1  | 15 novembre 1964 | Club     | 1 - 1 | Cercle    |           |
| 1964–65 | Division 1  | 14 mars 1965     | Cercle   | 0 - 3 | Club      |           |
| 1965–66 | Division 1  | 21 novembre 1965 | Cercle   | 2 - 2 | Club      |           |
| 1965–66 | Division 1  | 27 février 1966  | Club     | 2 - 1 | Cercle    |           |

| Saison  | Compétition | Date              | Domicile | Score | Extérieur | Affluence |
| ------- | ----------- | ----------------- | -------- | ----- | --------- | --------- |
| 1971–72 | Division 1  | 10 octobre 1971   | Club     | 1 - 1 | Cercle    |           |
| 1971–72 | Division 1  | 20 février 1972   | Cercle   | 1 - 0 | Club      |           |
| 1972–73 | Division 1  | 22 octobre 1972   | Cercle   | 0 - 5 | Club      |           |
| 1972–73 | Division 1  | 4 mars 1973       | Club     | 2 - 2 | Cercle    |           |
| 1973–74 | Division 1  | 20 octobre 1973   | Club     | 3 - 1 | Cercle    |           |
| 1973–74 | Division 1  | 10 mars 1974      | Cercle   | 1 - 4 | Club      |           |
| 1974–75 | Division 1  | 24 novembre 1974  | Cercle   | 0 - 2 | Club      |           |
| 1974–75 | Division 1  | 29 mars 1975      | Club     | 2 - 0 | Cercle    |           |
| 1975–76 | Division 1  | 18 octobre 1975   | Club     | 1 - 0 | Cercle    |           |
| 1975–76 | Division 1  | 8 février 1976    | Cercle   | 1 - 5 | Club      |           |
| 1976–77 | Division 1  | 16 octobre 1976   | Cercle   | 2 - 2 | Club      |           |
| 1976–77 | Division 1  | 20 février 1977   | Club     | 2 - 0 | Cercle    |           |
| 1977–78 | Division 1  | 18 septembre 1977 | Club     | 4 - 1 | Cercle    |           |
| 1977–78 | Division 1  | 5 février 1978    | Cercle   | 1 - 3 | Club      |           |

| Saison  | Compétition | Date              | Domicile | Score | Extérieur | Affluence |
| ------- | ----------- | ----------------- | -------- | ----- | --------- | --------- |
| 1979–80 | Division 1  | 4 novembre 1979   | Club     | 2 - 0 | Club      | 20 000    |
| 1979–80 | Division 1  | 16 mars 1980      | Cercle   | 2 - 3 | Club      | 21 000    |
| 1980–81 | Division 1  | 27 septembre 1980 | Cercle   | 1 - 2 | Club      | 21 000    |
| 1980–81 | Division 1  | 8 février 1981    | Club     | 8 - 1 | Cercle    | 19 000    |
| 1981–82 | Division 1  | 4 octobre 1981    | Club     | 2 - 3 | Cercle    | 12 000    |
| 1981–82 | Division 1  | 7 février 1982    | Cercle   | 2 - 2 | Club      | 17 000    |
| 1982–83 | Division 1  | 25 août 1982      | Cercle   | 0 - 1 | Club      | 22 000    |
| 1982–83 | Division 1  | 14 mai 1983       | Club     | 1 - 1 | Cercle    | 12 000    |
| 1983–84 | Division 1  | 7 septembre 1983  | Club     | 1 - 0 | Cercle    | 22 000    |
| 1983–84 | Division 1  | 29 avril 1984     | Cercle   | 0 - 5 | Club      | 17 000    |
| 1984–85 | Division 1  | 9 décembre 1984   | Club     | 6 - 1 | Cercle    | 16 000    |
| 1984–85 | Division 1  | 5 mai 1985        | Cercle   | 0 - 2 | Club      | 15 000    |
| 1985–86 | Division 1  | 4 septembre 1985  | Cercle   | 0 - 1 | Club      | 15 000    |
| 1985–86 | Division 1  | 26 janvier 1986   | Club     | 3 - 1 | Cercle    | 16 000    |
| 1986–87 | Division 1  | 21 septembre 1986 | Cercle   | 1 - 2 | Club      | 18 000    |
| 1986–87 | Division 1  | 28 février 1987   | Club     | 2 - 0 | Cercle    | 16 000    |
| 1987–88 | Division 1  | 2 septembre 1987  | Club     | 4 - 3 | Cercle    | 18 000    |
| 1987–88 | Division 1  | 31 janvier 1988   | Cercle   | 0 - 2 | Club      | 17 000    |
| 1988–89 | Division 1  | 20 novembre 1988  | Cercle   | 3 - 1 | Club      | 12 000    |
| 1988–89 | Division 1  | 23 avril 1989     | Club     | 4 - 2 | Cercle    | 14 000    |

| Saison  | Compétition | Date              | Domicile | Score  | Extérieur | Affluence |
| ------- | ----------- | ----------------- | -------- | ------ | --------- | --------- |
| 1989–90 | Division 1  | 3 décembre 1989   | Club     | 2 - 1  | Cercle    | 20 000    |
| 1989–90 | Division 1  | 29 avril 1990     | Cercle   | 0 - 2  | Club      | 20 000    |
| 1990–91 | Division 1  | 2 septembre 1990  | Cercle   | 0 - 1  | Club      | 13 000    |
| 1990–91 | Division 1  | 27 janvier 1991   | Club     | 10 - 0 | Cercle    | 15 000    |
| 1991–92 | Division 1  | 15 décembre 1991  | Club     | 1 - 1  | Cercle    | 14 000    |
| 1991–92 | Division 1  | 24 mai 1992       | Cercle   | 5 - 5  | Club      | 21 000    |
| 1992–93 | Division 1  | 21 novembre 1992  | Cercle   | 3 - 1  | Club      | 12 000    |
| 1992–93 | Division 1  | 16 avril 1993     | Club     | 1 - 3  | Cercle    | 10 000    |
| 1993–94 | Division 1  | 17 octobre 1993   | Cercle   | 2 - 4  | Club      | 11 000    |
| 1993–94 | Division 1  | 27 mars 1994      | Club     | 2 - 0  | Cercle    | 11 500    |
| 1994–95 | Division 1  | 11 septembre 1994 | Club     | 4 - 0  | Cercle    | 11 000    |
| 1994–95 | Division 1  | 5 février 1995    | Cercle   | 0 - 4  | Club      | 8 500     |
| 1995–96 | Division 1  | 22 octobre 1995   | Club     | 2 - 2  | Cercle    | 15 000    |
| 1995–96 | Division 1  | 5 avril 1996      | Cercle   | 1 - 2  | Club      | 15 000    |
| 1996–97 | Division 1  | 16 novembre 1996  | Cercle   | 0 - 2  | Club      | 6 000     |
| 1996–97 | Division 1  | 11 mai 1997       | Club     | 3 - 0  | Cercle    | 14 000    |

| Saison  | Compétition | Date              | Domicile | Score | Extérieur | Affluence |
| ------- | ----------- | ----------------- | -------- | ----- | --------- | --------- |
| 2003–04 | Division 1  | 17 août 2003      | Cercle   | 0 - 2 | Club      | 13 500    |
| 2003–04 | Division 1  | 25 janvier 2004   | Club     | 5 - 0 | Cercle    | 24 600    |
| 2004–05 | Division 1  | 19 septembre 2004 | Club     | 5 - 0 | Cercle    | 27 000    |
| 2004–05 | Division 1  | 20 février 2005   | Cercle   | 1 - 2 | Club      | 12 450    |
| 2005–06 | Division 1  | 27 novembre 2005  | Cercle   | 0 - 1 | Club      | 16 000    |
| 2005–06 | Division 1  | 23 avril 2006     | Club     | 2 - 0 | Cercle    | 26 100    |
| 2006–07 | Division 1  | 17 décembre 2006  | Cercle   | 1 - 0 | Club      | 19 093    |
| 2006–07 | Division 1  | 19 mai 2007       | Club     | 3 - 3 | Cercle    | 26 391    |
| 2007–08 | Division 1  | 9 novembre 2007   | Cercle   | 1 - 2 | Club      | 27 500    |
| 2007–08 | Division 1  | 13 avril 2008     | Club     | 1 - 0 | Cercle    | 27 797    |
| 2008–09 | Division 1  | 19 octobre 2008   | Club     | 3 - 1 | Cercle    | 27 137    |
| 2008–09 | Division 1  | 8 mars 2009       | Cercle   | 1 - 3 | Club      | 23 163    |
| 2009–10 | Division 1  | 30 août 2009      | Cercle   | 2 - 3 | Club      | 20 407    |
| 2009–10 | Division 1  | 26 décembre 2009  | Club     | 2 - 1 | Cercle    | 25 225    |
| 2010–11 | Division 1  | 15 août 2010      | Cercle   | 3 - 1 | Club      | 17 835    |
| 2010–11 | Division 1  | 21 novembre 2010  | Club     | 0 - 1 | Cercle    | 23 500    |
| 2011–12 | Division 1  | 20 novembre 2011  | Club     | 1 - 0 | Cercle    | 26 399    |
| 2011–12 | Division 1  | 18 mars 2012      | Cercle   | 1 - 2 | Club      | 19 295    |
| 2012–13 | Division 1  | 23 septembre 2012 | Club     | 4 - 0 | Cercle    | 25 344    |
| 2012–13 | Division 1  | 28 février 2013   | Cercle   | 0 - 3 | Club      | 13 499    |
| 2013–14 | Division 1  | 30 octobre 2013   | Cercle   | 2 - 0 | Club      | 14 500    |
| 2013–14 | Division 1  | 15 mars 2014      | Club     | 2 - 0 | Cercle    | 29 042    |
| 2014-15 | Division 1  | 15 août 2014      | Club     | 1 - 1 | Cercle    | 22 000    |
| 2014-15 | Division 1  | 25 janvier 2015   | Cercle   | 0 - 3 | Club      | 10 000    |

#### En Coupe de Belgique
| Saison  | Date             | Tour                | Domicile | Score | Extérieur | Affluence |
| ------- | ---------------- | ------------------- | -------- | ----- | --------- | --------- |
| 1954–55 | 9 mai 1955       | Huitièmes de finale | Club     | 2 - 1 | Cercle    |           |
| 1977–78 | 25 février 1978  | Quarts de finale    | Cercle   | 1 - 4 | Club      |           |
| 1985–86 | 3 mai 1986       | Finale              | Club     | 3 - 0 | Cercle    | 27 000    |
| 1995–96 | 26 mai 1996      | Finale              | Club     | 2 - 1 | Cercle    | 30 000    |
| 2007–08 | 14 janvier 2008  | Huitièmes de finale | Cercle   | 1 - 0 | Club      | 14 352    |
| 2012–13 | 28 novembre 2012 | Huitièmes de finale | Club     | 0 - 1 | Cercle    | 4 000     |
| 2014-15 | 3 février 2015   | Demi-finale aller   | Club     | 5 - 1 | Cercle    | 16 000    |
| 2014-15 | 11 février 2015  | Demi-finale retour  | Cercle   | 2 - 3 | Club      | 3 000     |

#### En Supercoupe de Belgique
| Saison  | Date            | Domicile | Score | Extérieur | Affluence |
| ------- | --------------- | -------- | ----- | --------- | --------- |
| 1996–97 | 22 janvier 1997 | Club     | 5 - 2 | Cercle    | 28 000    |

## Statistiques
Les résultats du derby brugeois sont très nettement en faveur du Club, avec 98 victoires en 164 matches, contre seulement 32 pour le Cercle.
| Compétition            | Matches | Victoires du Cercle | Matches nuls | Victoires du Club | Buts pour le Cercle | Buts pour le Club |
| ---------------------- | ------- | ------------------- | ------------ | ----------------- | ------------------- | ----------------- |
| Division 1             | 143     | 29                  | 31           | 83                | 158                 | 301               |
| Division 2             | 12      | 1                   | 3            | 8                 | 5                   | 26                |
| Coupe de Belgique      | 8       | 2                   | 0            | 6                 | 8                   | 19                |
| Supercoupe de Belgique | 1       | 0                   | 0            | 1                 | 2                   | 5                 |
| Total                  | 164     | 32                  | 34           | 98                | 173                 | 351               |

- Plus grosse victoire du FC Bruges: 10-0   27 janvier 1991
- Plus grosse victoire du Cercle Bruges: 4-0 1910
- Plus de buts dans un match: 10-0   27 janvier 1991,  5-5   24 mai 1992

### Meilleurs Buteurs
|  | Joueur            | Équipe | Championnat | Coupe | Supercoupe | Total |
|  | ----------------- | ------ | ----------- | ----- | ---------- | ----- |
|  | Jan Ceulemans     | Club   | 12          |       |            | 12    |
|  | Marc Degryse      | Club   | 11          |       |            | 11    |
|  | Raoul Lambert     | Club   | 10          |       |            | 10    |
|  | René Vandereycken | Club   | 7           |       |            | 7     |
|  | Josip Weber       | Cercle | 7           |       |            | 7     |
|  | Willy Wellens     | Club   | 6           | 1     |            | 7     |
|  | Lorenzo Staelens  | Club   | 6           |       |            | 6     |
|  | Jan Sorensen      | Club   | 5           | 1     |            | 6     |
|  | Gert Verheyen     | Club   | 5           |       | 1          | 6     |
|  | Eric Buyse        | Cercle | 5           |       |            | 5     |
|  | Johny Thio        | Club   | 5           |       |            | 5     |
|  | Frank Farina      | Club   | 5           |       |            | 5     |
|  | Wesley Sonck      | Club   | 5           |       |            | 5     |